# Museo de Charles Dickens

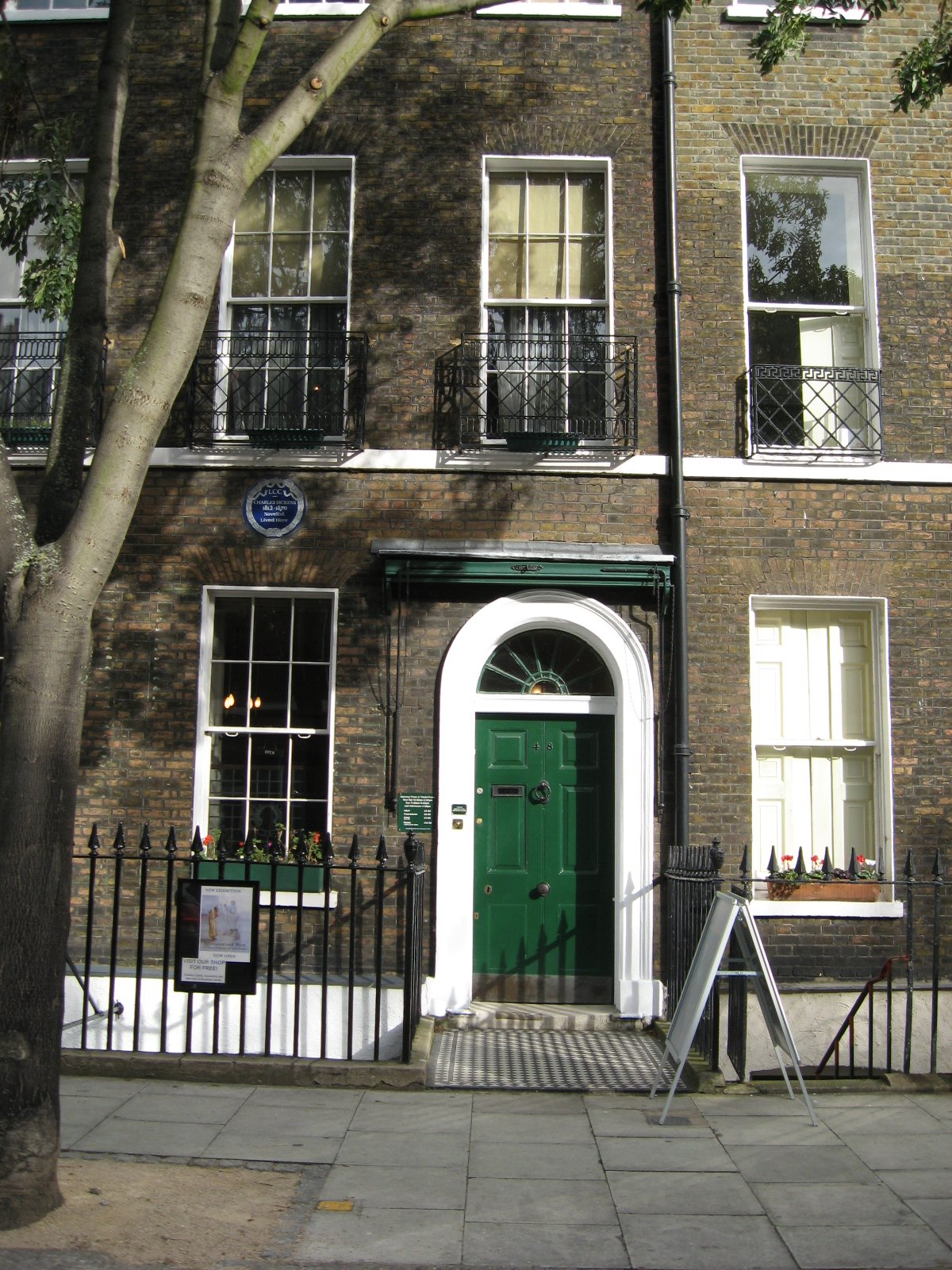
Museo Charles Dickens en Londres

El Museo Charles Dickens está en 48 Doughty Street, se encuentra en el distrito de Holborn, Londres, Inglaterra. Ocupa una típica casa adosada de la Época georgiana, que fue el hogar de Charles Dickens desde el 25 de marzo de 1837 (un año después de su matrimonio) hasta diciembre de 1839. Dickens y su esposa Catherine vivieron aquí con el mayor de tres de sus diez hijos y con dos de las hijas de Charles, Mary Kate y Macready nacidas en su casa.

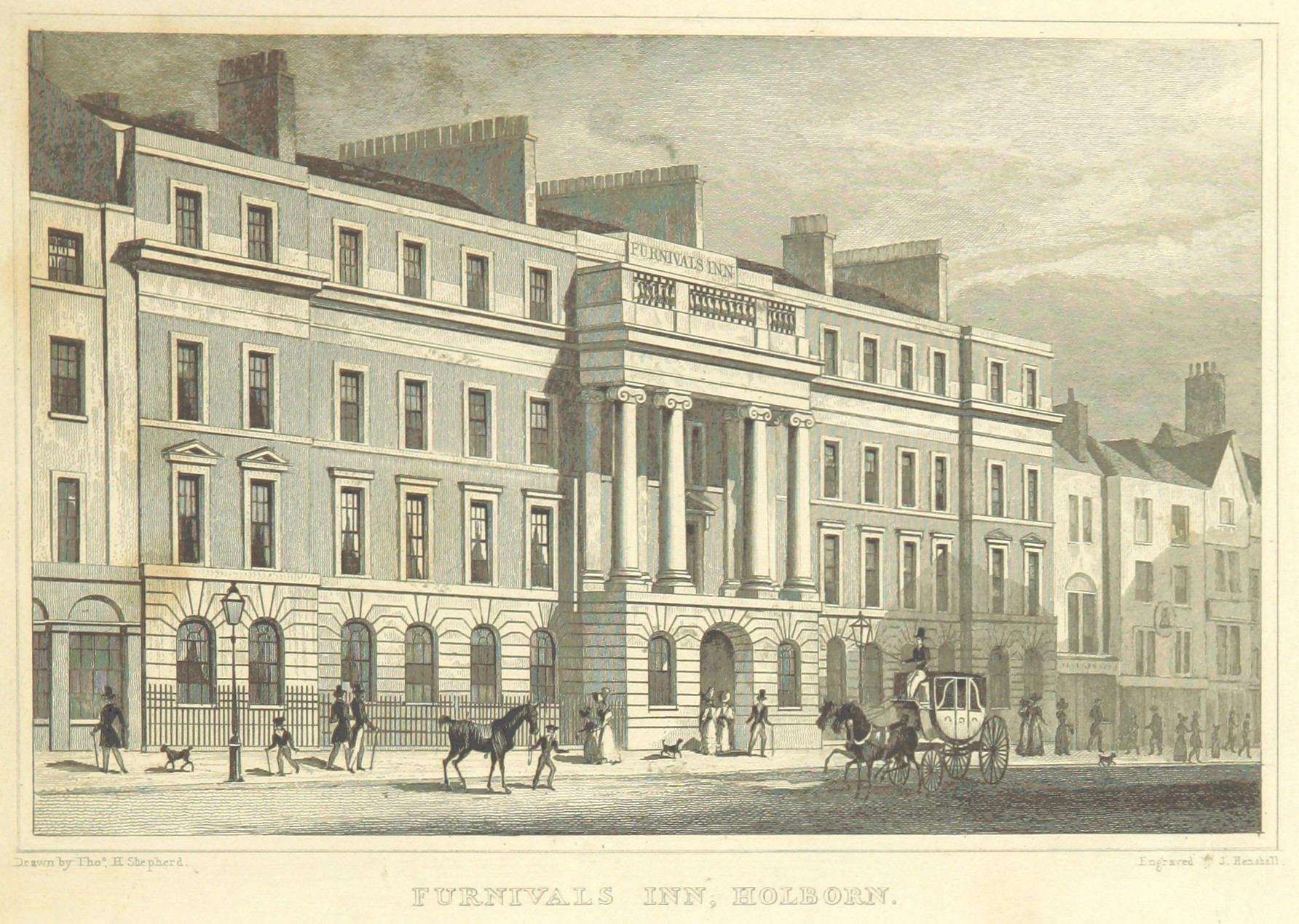
Furnival's Inn, Holborn, donde la familia Dickens vivía antes de su mudanza a Doughty Street

Una nueva adición a la familia fue Frederick, el hermano más joven de Dickens. Mary de 17 años, la hermana de Catherine, se trasladó con ellos desde su apartamento en Furnival's Inn para ofrecer apoyo a su hermana recién casada y a su cuñado. No era inusual que la hermana soltera de la mujer se fuera a vivir y a ayudar a una pareja de recién casados. Dickens estuvo muy unido a Mary, y ella murió en sus brazos después de una breve enfermedad en el año 1837. Ella inspiró personajes de muchos de los libros de su marido, y su muerte se reproduce en ficción como la muerte de la Pequeña Nell (La tienda de antigüedades).
Dickens estuvo arrendado en la propiedad durante tres años (fueron 80 libras al año). Se quedaría aquí hasta 1839, después se trasladó a los hogares más grandiosos a medida que su riqueza y su familia creció. Sin embargo, ésta es la única casa que queda de las que él habitó en Londres.
Los dos años que Dickens vivió en la casa fueron muy productivos, ya que aquí completó The Pickwick Papers (1836), escribió la totalidad de Oliver Twist (1838) y Nicholas Nickleby (1838-1839) y trabajó en Barnaby Rudge (1840-1841).

## Museo
Repartidas en cuatro plantas, el Museo de Charles Dickens posee la colección más importante del mundo de pinturas, ediciones raras, manuscritos, muebles originales y demás temas relacionados con la vida y obra de Dickens. Tal vez la mejor muestra es el retrato de Dickens conocido como Dream Dickens por RW Buss, un ilustrador original de The Pickwick Papers. Este retrato inacabado muestra a Dickens en su estudio en Gads Hill Place, rodeado de muchos de los personajes que él había creado.
48 Doughty Street fue amenazado de demolición en 1923, pero fue salvado por la Hermandad Dickens, fundada en 1902, que levantó la hipoteca y adquirió el dominio absoluto de la propiedad. La casa fue renovada y la Casa Museo de Dickens fue inaugurada en 1925, bajo la dirección de un consorcio independiente. El museo ha sido renombrado como Museo de Charles Dickens.
no hay museos en el mundo jj ,

## Galería de imágenes

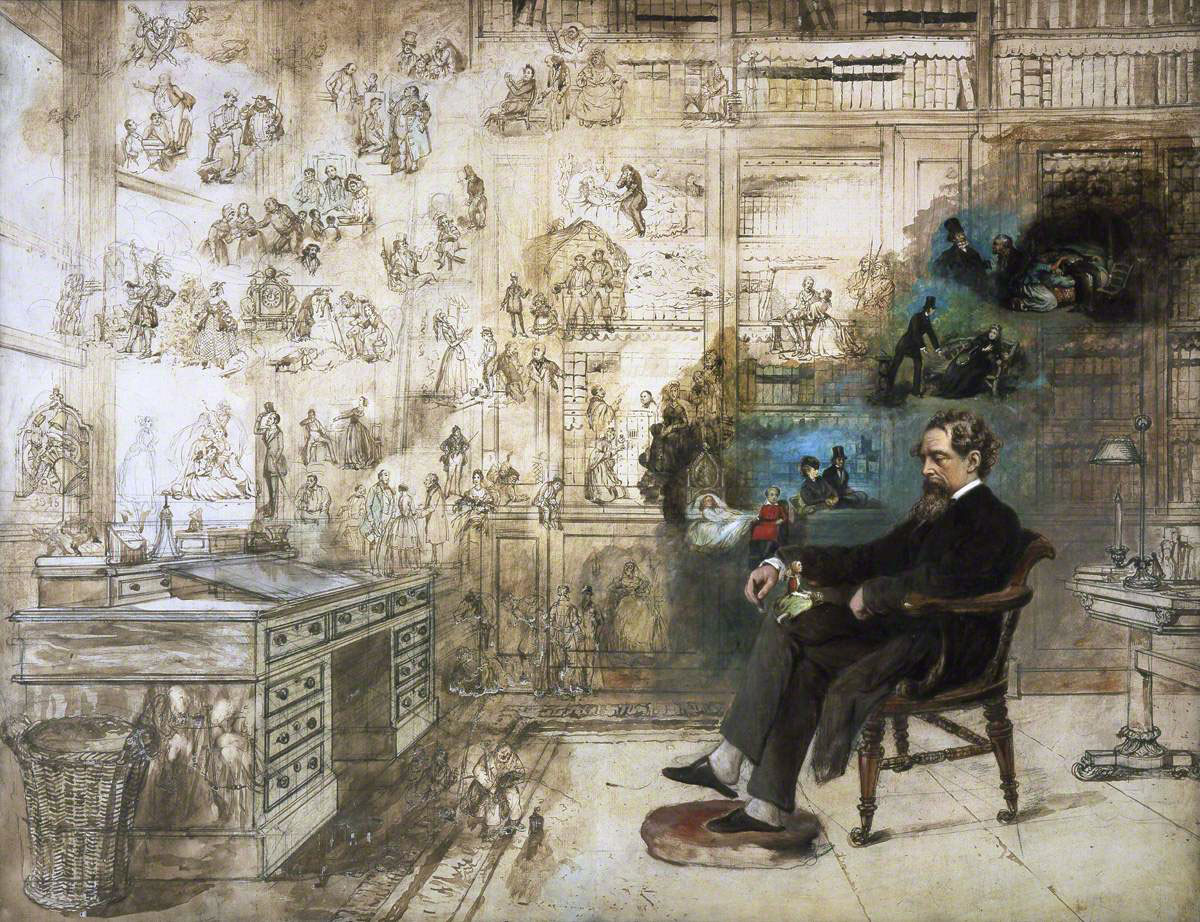
El sueño de Dickens por Robert William Buss
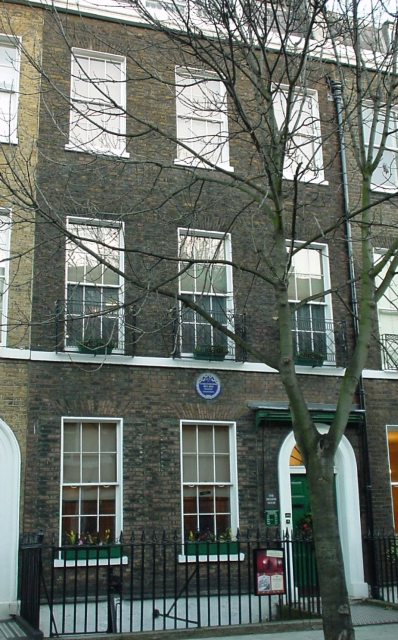
Fachada del edificio
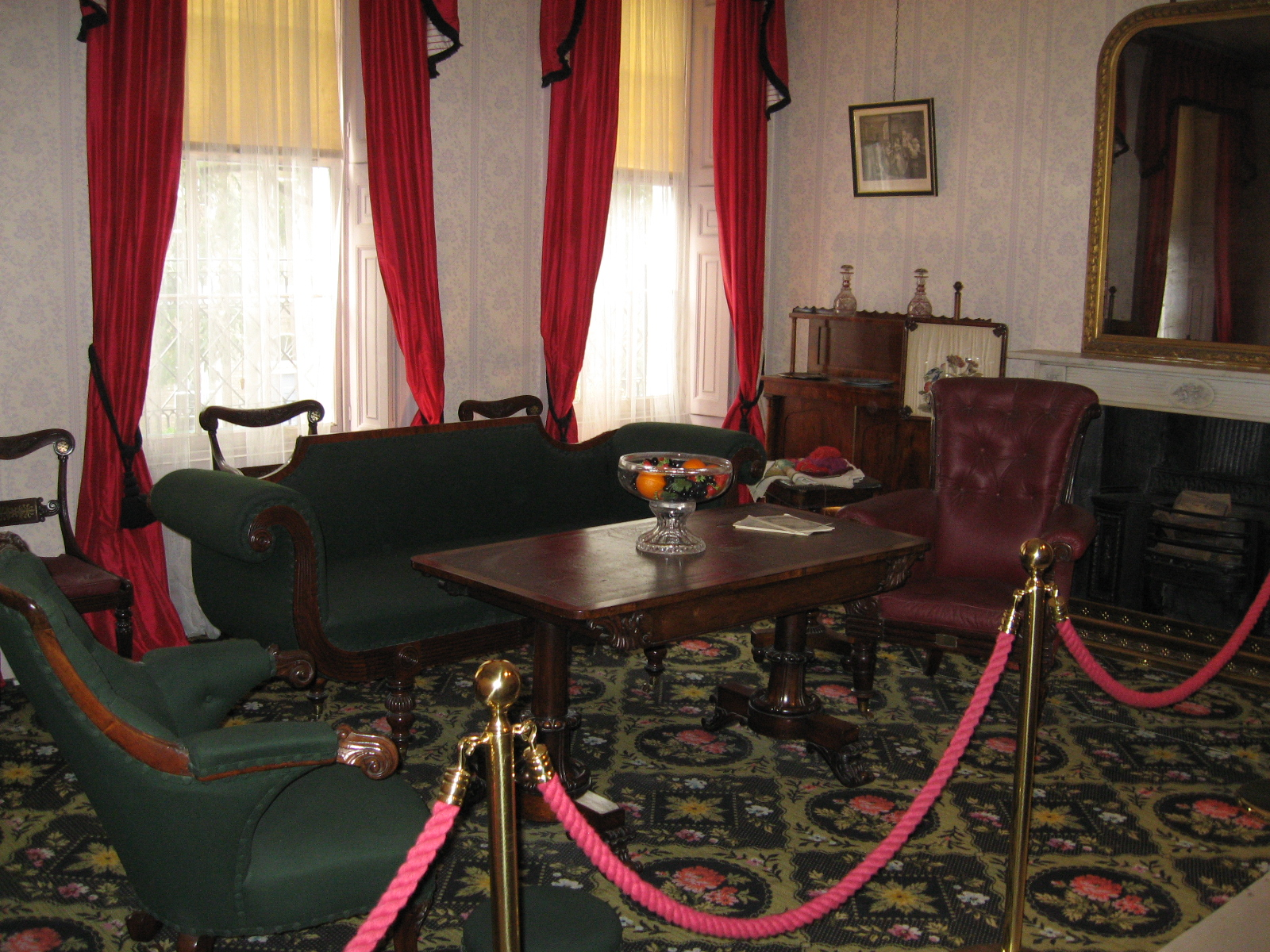
Salón de Dickens
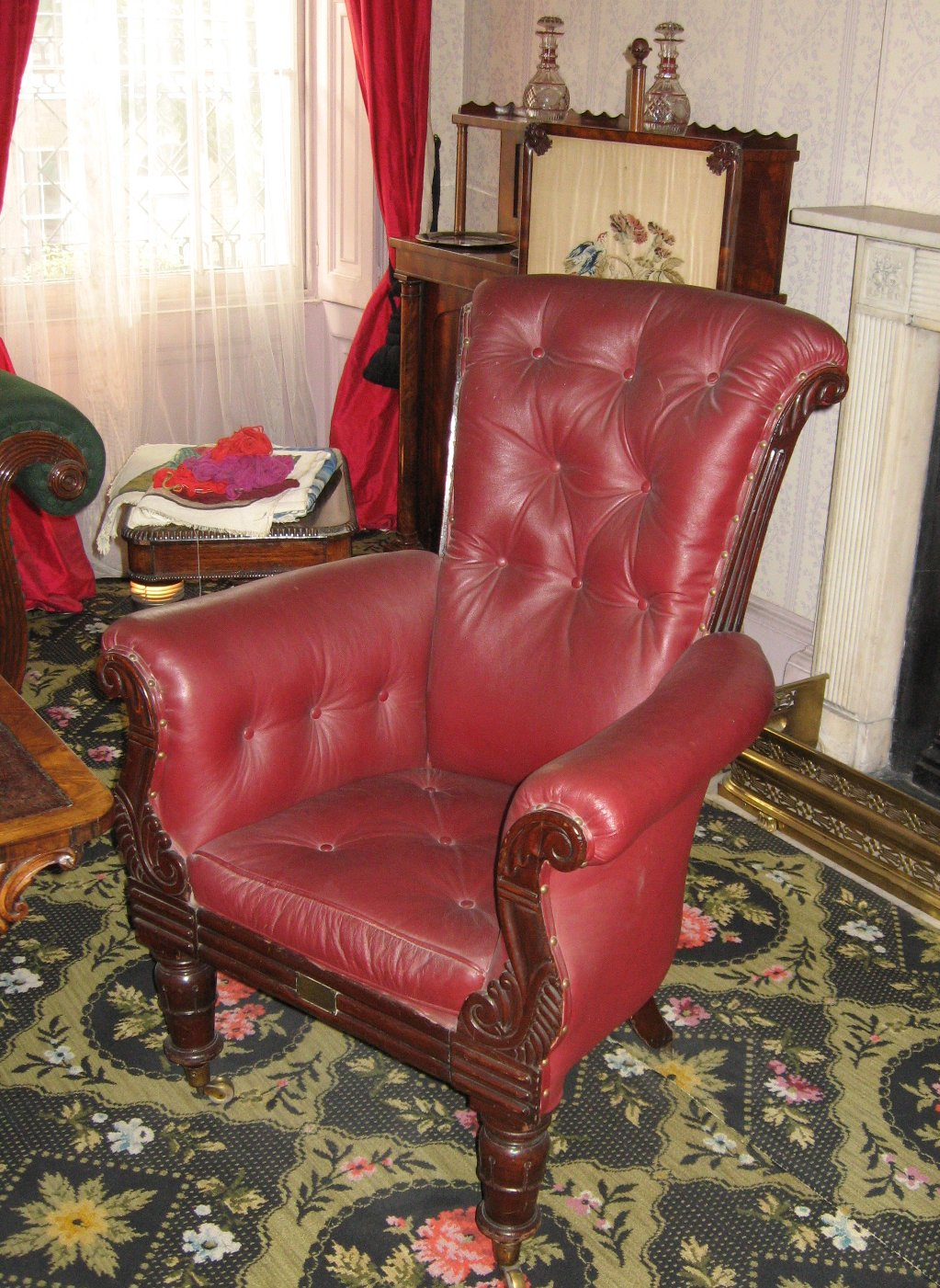
Silla de Dickens
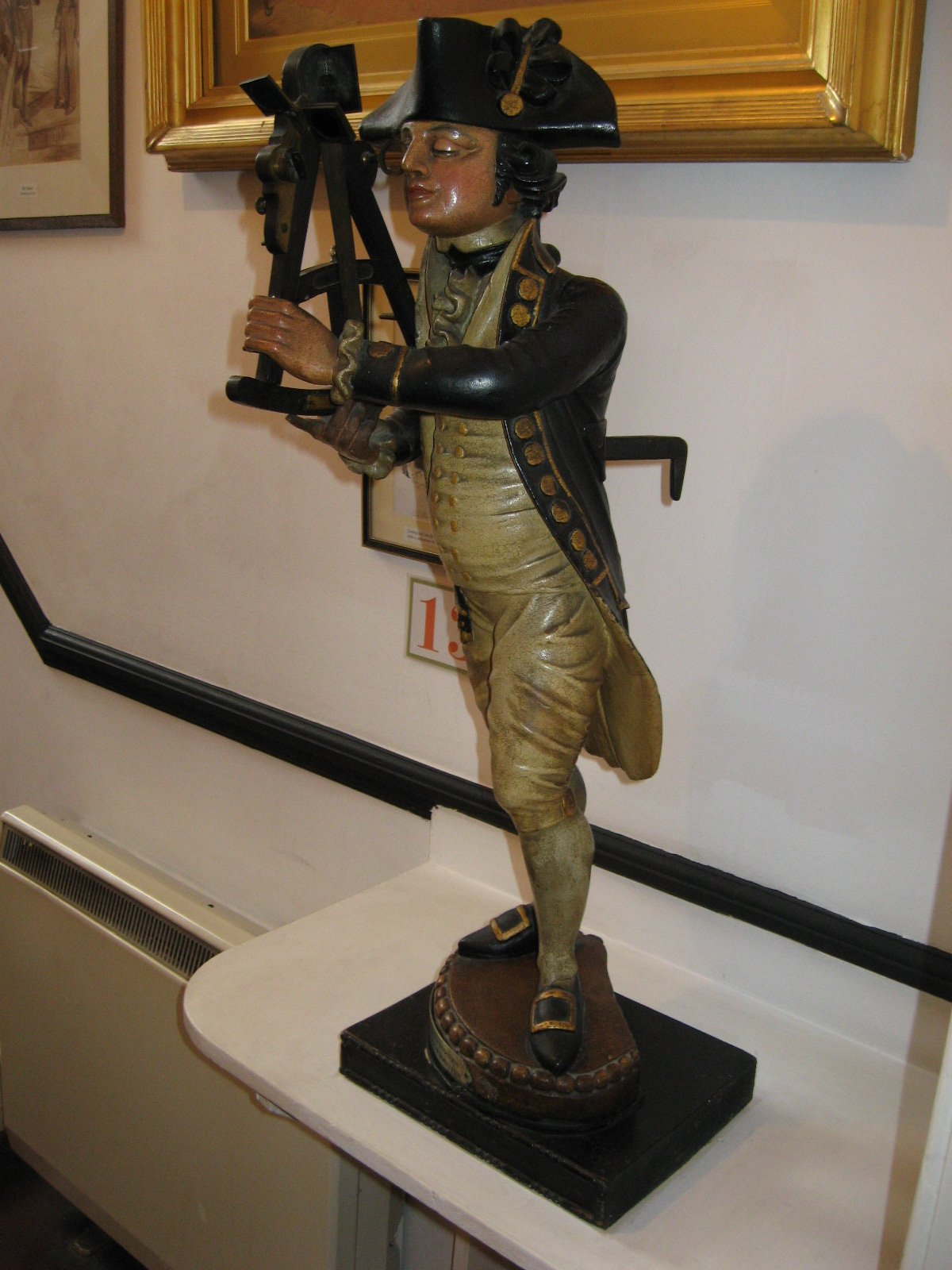
Escultura de uno de sus personajes